# Heilige Communie

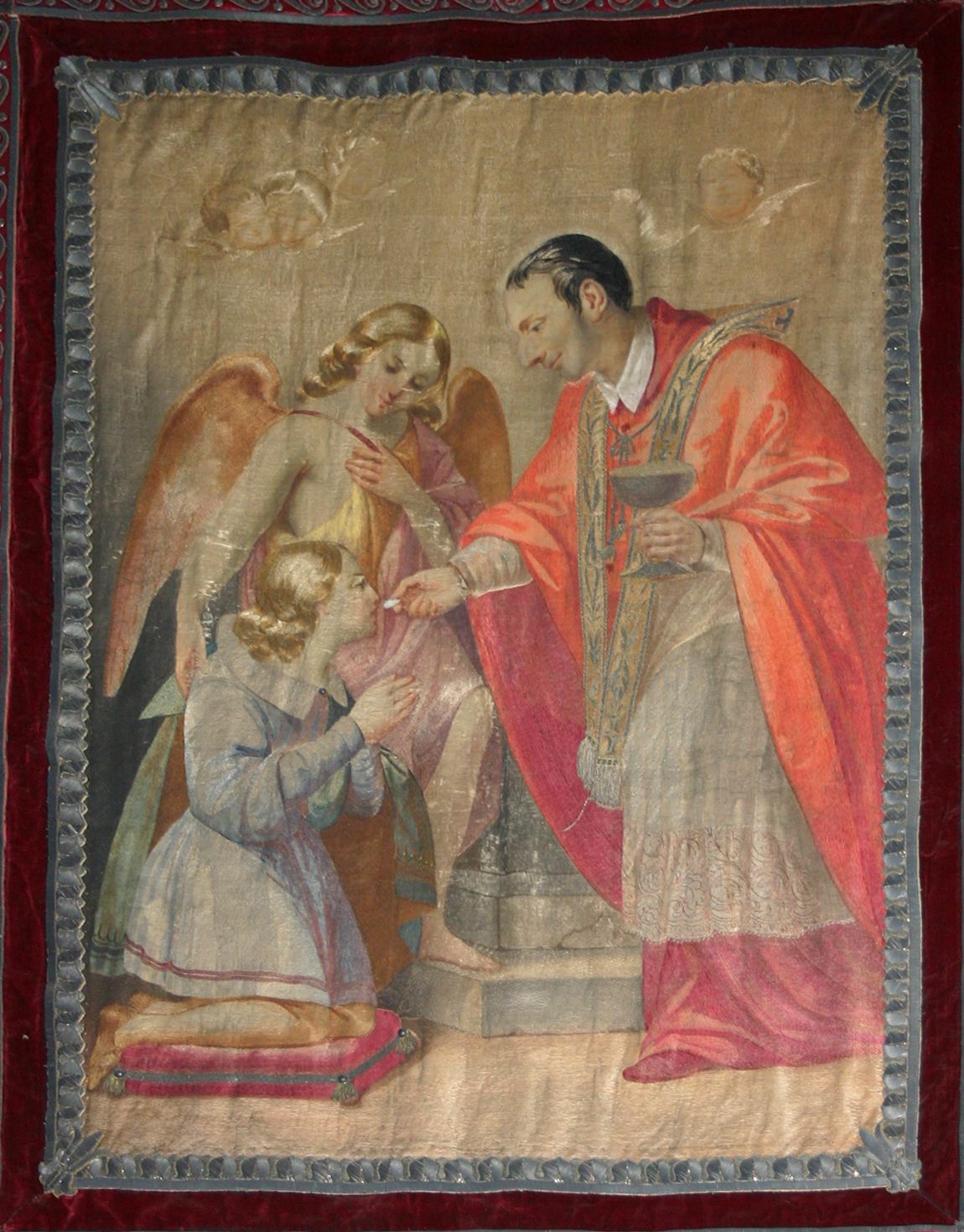
Carolus Borromeus reikt de communie uit aan Aloysius Gonzaga (San Carlo al Corso in Milaan).

Communie (Latijn: communio, "gemeenschap") betekent in het christendom gemeenschap met lichaam en bloed van Jezus Christus in de gedaante van brood en wijn.

## Katholicisme
In de oosters-orthodoxe kerken en de rooms-katholieke kerk wordt het Laatste Avondmaal herdacht in de eucharistie, waarvan de Heilige Communie een onderdeel is.
De communie is een belangrijk onderdeel van de mis (ook wel: misoffer of eucharistieviering) in de Katholieke Kerk. In de Latijnse ritus van de katholieke Kerk wordt bij de communie slechts de geconsacreerde hostie uitgereikt, het drinken uit de miskelk is meestal voorbehouden aan de priester. Bij speciale gelegenheden kan het voorkomen dat de gelovigen ook onder twee gedaanten (hostie en wijn uit de kelk) te communie gaan. Het mag de communicant echter niet worden toegestaan zelf de hostie in de kelk in te dopen. Deze ongeoorloofde praktijk is echter in sommige Nederlandse en Vlaamse parochies na het Tweede Vaticaans Concilie ingeburgerd geraakt.
In het westen gebruikt men ongedesemd brood, de oosters-orthodoxen en oosters-katholieken daarentegen gebruiken gerezen brood. In de oosterse liturgieën ontvangen de gelovigen de communie iedere zondag onder twee gedaanten. In het westen zijn kinderen sinds Paus Pius X vanaf hun zevende jaar toegelaten tot de communie (Eerste Heilige Communie), in het oosten worden ook onmondige baby's toegelaten tot de communie, indien zij de gedaanten kunnen verdragen.
Volgens de katholieke opvatting is Jezus Christus na de consecratie waarachtig lichamelijk aanwezig onder de gedaanten van brood en wijn. Deze leer van de transsubstantiatie – of van de werkelijke tegenwoordigheid – werd door de Kerk als dogma verkondigd op het Vierde Lateraans Concilie in 1215 en bevestigd op de tweede sessie van het Concilie van Trente in 1551. De communie geeft dus echte fysieke gemeenschap met Jezus Christus, en door Christus mystieke gemeenschap met alle gelovigen van geheel de Kerk. Men hoeft niet elke mis de communie te ontvangen en tot de communie zijn alleen de gedoopte gelovigen toegelaten, die het geloof van de Kerk in de eucharistie delen en in staat van genade verkeren, dat wil zeggen zonder zich van een doodzonde bewust te zijn. Diegene die er zich van bewust is een zware zonde te hebben begaan, moet het sacrament van de biecht ontvangen alvorens tot de communie te naderen. Voor het ontvangen van de communie moet de katholieke gelovige ook het door de Kerk voorgeschreven vasten onderhouden. Dat wil zeggen dat minstens één uur niets gegeten of gedronken hebben (water en medicijnen mogen wel)
De katholieken ontvangen de communie op de tong uit handen van de priester of diaken, waarbij een misdienaar een pateen onder de kin van de gelovigen houdt. Dit gebeurt van oudsher knielend aan de communiebank. Bij de Latijnse ritus in de Katholieke Kerk is het sinds 1969 in die kerkprovincies waar de bisschoppenconferentie daarom gevraagd heeft, ook toegelaten de hostie op de hand te leggen Deze vorm van communiceren, de zogenaamde handcommunie, was nog tijdens het Tweede Vaticaans Concilie in 1964 zonder toestemming ingevoerd op sommige plaatsen in Nederland, België en Duitsland, is onder sommige groepen de inzet van controverse en geeft ook vaak aanleiding tot heiligschennis.
Slechts waar zich een dringende noodzaak voordoet, kunnen leken als buitengewone bedienaren de celebrerende priester bijstaan.
Ter begeleiding van de communiegang van de gelovigen wordt de communio gezongen die bestaat uit een antifoon met een psalm.

## Orthodoxie
Oosters-orthodoxe kerken hebben vrijwel dezelfde opvatting van de eucharistie als de katholieken en dus eveneens van de communie. In de oosterse liturgie doopt de priester een stukje geconsacreerd brood met een lepeltje in de geconsacreerde wijn en legt het vervolgens voorzichtig in de mond van de gelovige.

## Protestantisme
In het protestantisme wordt het laatste avondmaal gevierd gedurende het Heilig Avondmaal, ook wel 'maaltijd des Heren' genoemd. In het lutheranisme gebruikt men soms ongezuurd brood, maar de meeste protestantse kerkgenootschappen gebruiken gewoon brood. Volgens de protestantse theologie is Christus uitsluitend geestelijk aanwezig bij de viering, een transsubstantiatie in de zin van fysieke aanwezigheid zoals in het katholicisme maakt hier dus geen onderdeel van uit. Brood en wijn worden tijdens de protestantse dienst vaak van hand tot hand doorgegeven. De uitgebreide vormen en riten die in het katholicisme rond de communie bestaan, zijn afwezig. De meeste protestanten vieren het avondmaal slechts enkele keren per jaar.
Door te eten van het brood en te drinken uit de beker heeft de gelovige deel aan het verlossend lijden en sterven van Jezus Christus. Ook komt volgens de protestantse opvatting door de viering een geestelijke eenheid van de christenen onderling tot stand, gevoed door het voorbeeld van Jezus Christus.